# Willms Fleisch
Die Willms Fleisch GmbH Bröltaler Wurst- und Fleischwaren ist ein Fleisch- und Wurstwarenproduzent aus Ruppichteroth. Das Unternehmen ist Teil der Unternehmensgruppe Willms.
Mit 1,07 Millionen geschlachteten Schweinen belegte das Unternehmen 2021 Rang 10 der größten deutschen Schweineschlachtbetriebe.

## Geschichte
Das Unternehmen wurde 1970 durch Werner Willms in Ruppichteroth-Bröleck gegründet. Nach dem Eintritt seines Sohnes Hubert Willms in die Geschäftsführung 1983 wurden mehrere Erweiterungen vorgenommen.
Anfang 2007 übernahm Willms Fleisch das Unternehmen Olaf GmbH in Weißwasser/Oberlausitz aus der Insolvenz. 2014 wurde die Produktionsfläche in Ruppichteroth auf 16.000 Quadratmeter erweitert. 2015 beteiligte sich Willms Fleisch als Mehrheitseigner am Düringer Fleischkontor in Loxstedt, einem der größten deutschen Schweineschlachtbetriebe. Im Juli 2017 kaufte Willms Fleisch die Bochumer Fleischhandel GmbH mit dem eigenen Schlachthof für Rinder, dessen Firmenname beibehalten und dessen Personal übernommen wurde.

## Geschäftstätigkeit
Willms Fleisch produziert Fleisch- und Wurstwaren sowie Convenience-Produkte aus Rind-, Schweine- und Geflügelfleisch. Die Produktionsstandorte sind Ruppichteroth, Weißwasser und Wiehl-Bomig, die eigenen Schlachthöfe sind in Bochum für Rindfleisch und in Düring für Schweinefleisch.
2021 schlachtete das Unternehmen 1,07 Millionen Schweine, was im Vergleich zum Vorjahr (1,34 Millionen Schweine) einem Rückgang um 20,1 % entsprach.

## Kartell
Willms Fleisch war im Rahmen des Wurstkartells an Preisabsprachen auf dem deutschen Fleischmarkt beteiligt. Im Jahr 2018 bezahlte die Willms Fleisch GmbH das in diesem Zusammenhang durch das Bundeskartellamt auferlegte Bußgeld.